# Sinkanszen 500-as sorozat

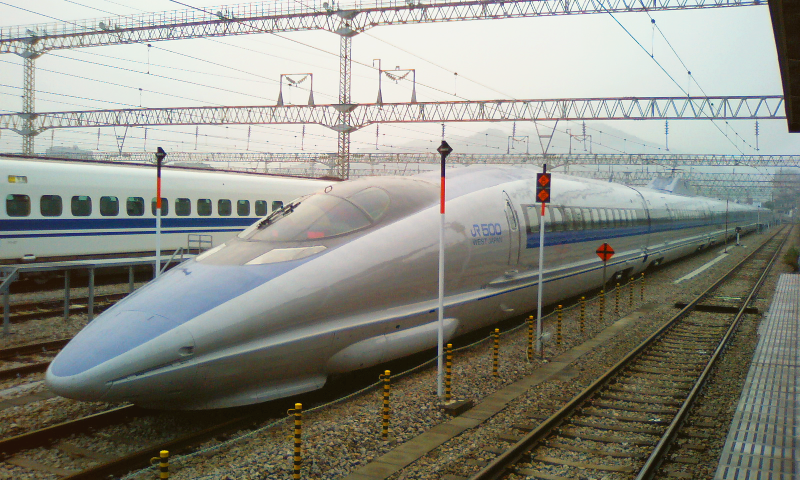
Egy nyolc kocsis motorvonat

A Sinkanszen 500-as sorozat a nagysebességű sinkanszen vonatok leggyorsabb, legdrágább, legkülönlegesebb járművei. Végsebességük akár 320 km/h is lehet, de menetrend szerint „csak” 300 km/h sebességgel közlekednek. Minden kocsi hajtott, maximális teljesítményük 18,24 MW. Minden egyes vonat ára kb. 5 milliárd japán jen. Mivel ilyen drágák voltak, összesen csak 15 szerelvény készült el.
Összesen 144 járműegység épült, melyből 15 motorvonatot állítottak ki. Az 500-as sorozat telephelye Hakata. A Tókaidó Sinkanszen és a Szanjó Sinkanszen vonalon közlekedtek. A szerelvények gyorsulása 2,0 km/h/s, lassulása 2,7 km/h/s.
A szerelvényeket 2008 és 2010 között az eredetileg 16 kocsiból álló összeállítást, 8 kocsisra csökkentették, a feleslegessé vált kocsikat pedig selejtezték. Egy vezérlőkocsit a Kiotói vasúti múzeumban állítottak ki.